# Fortress (jeu vidéo, 1983)
Pour les articles homonymes, voir Fortress.
Fortress est un jeu vidéo de stratégie créé par Jim Templemen et Patty Denbrook et publié par Strategic Simulations en 1983 sur Apple II et Atari 8-bit et en 1984 sur Commodore 64. Dans le jeu, deux joueurs s’affrontent pour le contrôle de territoires. Chacun à leur tour, les joueurs placent une nouvelle forteresse ou en améliore une existante. Une forteresse permet au joueur d’étendre son influence sur les cases adjacentes. En fonction de l’influence de leurs forteresses respectives, les joueurs gagnent le contrôle de case ou apparaît alors un drapeau. Lorsque deux forteresses ennemies sont adjacentes, le programme compare leur puissance et la plus faible est alors détruite. Une partie standard se déroule en 21 tours aux termes desquels le joueur contrôlant le plus de cases est déclaré vainqueur. Une partie peut opposer deux joueurs humains, ou un joueur à l’ordinateur. Le programme propose en effets cinq adversaires différents qui ont leurs propres stratégies et qui évoluent au fur et à mesure des parties. 
À sa sortie, Fortress est salué par la presse spécialisée qui le décrit généralement comme un jeu « rapide », « amusant » et facile à prendre en main tout en étant « propice à la réflexion » et suffisamment complexe pour intéresser les joueurs expérimentés. Pour le journaliste du magazine Antic, son point fort réside notamment dans le jeu contre l’ordinateur grâce aux cinq adversaires proposés et à leur capacité à s’améliorer au fur et à mesure des parties. Il estime en effet que cette fonctionnalité rend les parties plus serrées et en fait un jeu adapté aussi bien aux débutants qu’aux joueurs confirmés.

## Système de jeu
Fortress est un jeu de stratégie abstrait dans lequel deux joueurs s’affrontent pour le contrôle de territoires. Une partie se déroule sur un plateau de jeu constitué de 6x6 cases carrées. Chacun à leur tour et en utilisant un joystick ou un clavier, les joueurs placent une nouvelle forteresse ou en améliore une existante. Une forteresse permet de contrôler jusqu’à cinq cases en même temps, celle où elle se trouve et les quatre cases adjacentes. Une forteresse peut être améliorée deux fois, pour un total de trois niveaux de fortification, et sa puissance influe sur sa chance de contrôler les cases adjacentes. Si les cases adjacentes d’une forteresse ne sont pas soumises à la même influence de la part des deux joueurs, un drapeau de la couleur du joueur qui la contrôle y apparaît. Au contraire, si l’influence des deux joueurs sur la case est la même, aucun ne la contrôle et elle reste vide. Les forteresses peuvent également s’affronter et être détruites. Ainsi, lorsque deux forteresses ennemies sont adjacentes, le programme compare leur puissance, en termes de fortification et d’influence des forteresses amies adjacentes. Si les deux forteresses sont de puissance égale, elles sont simplement considérées comme étant attaqué. Sinon, la plus puissante détruit la plus faible, et prend le contrôle de la case ainsi laissée vacante. 
Une partie standard se déroule en 21 tours mais il est possible de régler la durée entre 1 et 54 tours. Une partie peut opposer deux joueurs humains, ou un joueur à l’ordinateur. Le programme propose en effets cinq adversaires différents dont les noms  – Genghis Khan, Vauban, Maginot, Galahad et l’écuyer – reflètent le style de jeu et qui ont chacun leurs propres stratégies et méthodes,. Ces adversaires peuvent en plus apprendre des parties jouées contre un joueur, ce qui leur permet de s’améliorer. Pour cela, le joueur doit sauver les résultats des parties sur une autre disquette. Le joueur peut également consulter un historique de ses parties (les 30 dernières) ou de celles des adversaires contrôlés par l’ordinateur.

## Publication
Fortress est publié par Strategic Simulations en 1983. Le programme est fourni sur une disquette double face, l’une contenant la version Apple II, l’autre la version Atari 8-bit. Les deux versions sont identiques à l’exception d’une option, permettant d’activer ou de désactiver les effets sonores, qui est uniquement présente dans la version Apple II. Outre la disquette, le packaging du jeu contient un manuel qui, en plus des règles du jeu, inclut quelques conseils stratégiques et un tutoriel. Le jeu a également été porté sur Commodore 64 en 1984.

## Accueil
| Fortress                   |      |       |
| Média                      | Nat. | Notes |
| Jeux et Stratégie          | FR   | 5/5   |
| 1984 Software Encyclopedia | US   | 8/10  |

À sa sortie, Fortress est salué par le journaliste Edward Bever du magazine Antic qui le décrit comme un jeu « simple, rapide et bien équilibré » qui constitue un « bon divertissement » tout en récompensant également la réflexion. S’il considère que les parties à deux sont « amusantes », il juge que le point fort du jeu réside dans le jeu contre l’ordinateur grâce aux cinq adversaires proposés par le programme et à leur capacité à s’améliorer au fur et à mesure des parties. Il estime en effet que cette fonctionnalité rend les parties contre l’ordinateur « serrées » et en fait un jeu adapté aussi bien aux débutants qu’aux joueurs confirmés. Il conclut donc qu’il est susceptible de plaire à n’importe quel joueur appréciant les jeux de réflexion. La journaliste Scorpia du magazine  Computer Gaming World fait également l’éloge du jeu qu’elle juge facile à prendre en main mais difficile à maîtriser. D’après elle, il combine en effet « des règles simples » avec « une infinité de stratégie » pour proposer un jeu rapide mais propice à la réflexion. Le journaliste de Jeux et Stratégie fait un constat similaire et le décrit comme un jeu « très accessible » mais se révélant d’un « haut niveau de complexité ».
En 1985, le jeu est notamment nommé par le magazine Electronic Games dans la catégorie « 1985 Best Electronic Strategy Game ».